# 梅赫卡尔
梅赫卡尔（Mehkar），是印度马哈拉施特拉邦Buldana县的一个城镇。总人口37715（2001年）。

## 人口
该地2001年总人口37715人，其中男性19475人，女性18240人；0—6岁人口5638人，其中男3004人，女2634人；识字率67.87%，其中男性为75.88%，女性为59.32%。